# Buffalo (Texas)
Buffalo és una població dels Estats Units a l'estat de Texas. Segons el cens del 2000 tenia 1.804 habitants.

## Demografia
Segons el cens del 2000, Buffalo tenia 1.804 habitants, 668 habitatges, i 474 famílies. La densitat de població era de 173,3 habitants/km².
Dels 668 habitatges en un 37,6% hi vivien nens de menys de 18 anys, en un 47,5% hi vivien parelles casades, en un 18,4% dones solteres, i en un 28,9% no eren unitats familiars. En el 25,9% dels habitatges hi vivien persones soles el 12% de les quals corresponia a persones de 65 anys o més que vivien soles. El nombre mitjà de persones vivint en cada habitatge era de 2,63 i el nombre mitjà de persones que vivien en cada família era de 3,16.
Per edats la població es repartia de la següent manera: un 29,8% tenia menys de 18 anys, un 10,5% entre 18 i 24, un 25% entre 25 i 44, un 21,1% de 45 a 60 i un 13,6% 65 anys o més.
L'edat mediana era de 33 anys. Per cada 100 dones de 18 o més anys hi havia 83,6 homes.
La renda mediana per habitatge era de 25.625 $ i la renda mediana per família de 31.058 $. Els homes tenien una renda mediana de 28.807 $ mentre que les dones 17.083 $. La renda per capita de la població era de 14.246 $. Aproximadament el 21,1% de les famílies i el 23,5% de la població estaven per davall del llindar de pobresa.

## Poblacions més properes
El següent diagrama mostra les poblacions més properes.